# Ji Cheng (cyclisme)
Pour les articles homonymes, voir Ji Cheng.
Dans ce nom, le nom de famille, Ji, précède le nom personnel.
Ji Cheng (chinois simplifié : 计成 ; chinois traditionnel : 計成 ; pinyin : Jì Chéng), né le 15 juillet 1987 à Harbin, est un coureur cycliste chinois. Professionnel de 2006 à 2016, il est le premier Chinois à avoir participé au Tour de France, en 2014.
Il est à l'heure actuelle le seul coureur à avoir été lanterne rouge sur les 3 grands tours[réf. nécessaire].

## Biographie
Après être passé par l'équipe hongkongaise Purapharm pendant sept mois, il rejoint en 2007 l'équipe professionnelle Skil-Shimano. Il remporte sa première victoire en 2008, lors de la première étape du Tour de la mer de Chine méridionale.

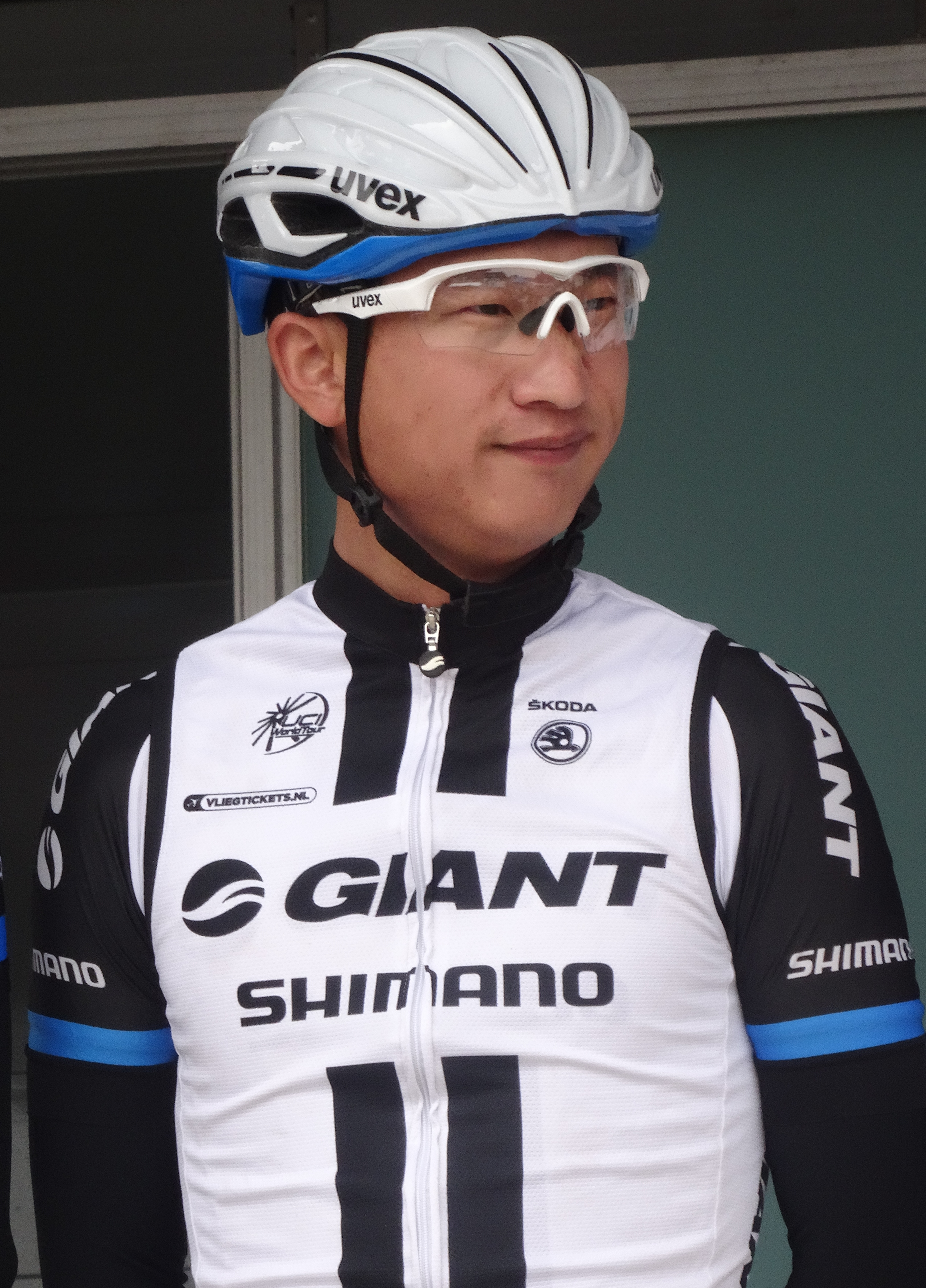
Ji Cheng lors du Circuit du Houtland 2014.

En 2012, il devient le premier Chinois à participer à Milan-San Remo et au Tour d'Espagne. Il est récompensé au cours de la dix-neuvième étape comme coureur le plus combatif.  En 2013, il est le premier Chinois à participer au Tour d'Italie. Il prend part en 2014 à son premier Tour de France, devenant là aussi le premier Chinois à disputer l'épreuve. Il arrive à Paris le 27 juillet 2014, avec 6 h 2 minutes et 24 secondes de retard sur le vainqueur, l'Italien Vincenzo Nibali. Il termine l'épreuve 164e et lanterne rouge,. Son coéquipier Marcel Kittel, quadruple vainqueur d'étape a salué le travail de Ji Cheng, dont la tâche était de rouler derrière les échappées : « Il fait un bon travail ».

## Palmarès

### Palmarès sur route
- 2008
  - 1re étape du Tour de la mer de Chine méridionale

### Résultats sur les grands tours

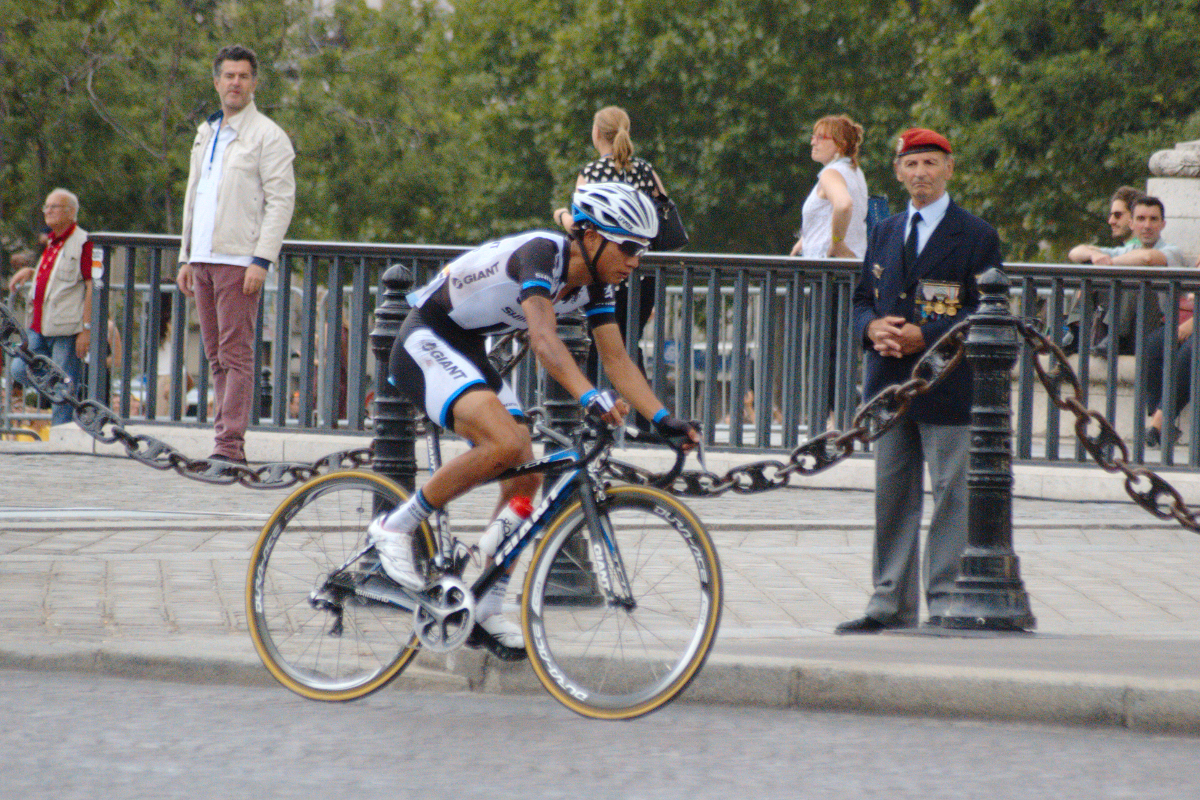
Ji Cheng lors de la dernière étape du Tour de France 2014.

#### Tour de France
1 participation
- 2014 : 164e et lanterne rouge

#### Tour d'Italie
3 participations
- 2013 : non-partant (6e étape)
- 2015 : 156e
- 2016 : 154e et lanterne rouge

#### Tour d'Espagne
1 participation
- 2012 : 175e et lanterne rouge

### Classements mondiaux
| Année          | 2009 | 2010 | 2011 | 2012 | 2013 | 2014 | 2015 |
| -------------- | ---- | ---- | ---- | ---- | ---- | ---- | ---- |
| UCI World Tour |      |      |      |      | nc   | nc   | nc   |
| UCI Asia Tour  | 133e |      |      |      |      |      |      |